# Retention (Papiermacherei)
Retention (lateinisch retentio ‚Zurückhalten‘) ist die Zurückhaltung der festen Stoffe auf dem Papiermaschinensieb.
Bei der Herstellung von Papier werden die Bestandteile, die später das Papier darstellen, als verdünnte wässrige Aufschlämmung auf ein Sieb gegeben und filtriert. Dieser Vorgang der Filtration wird durch Retentionsmittel verbessert und teils beschleunigt; bei hoher Dosierung kommt es zur Verlangsamung der Entwässerung durch Verschleimung. Retentionsmittel sind entweder Aluminiumsulfat oder kationisch geladene Polymere mit einer hohen Molmasse. Letztere sind oft Copolymere aus Acrylamid und quartären Ammoniumverbindungen. Kationische Nassfestmittel können aufgrund ihrer Ladung auch als Retentionsmittel fungieren.
Neben Cellulose, die den Hauptbestandteil von Papier darstellt, enthalten viele Papiere (z. B. Druck- und Schreibpapiere) eine größere Menge Pigmente und Füllstoffe. Diese Pigmente und Füllstoffe würden ohne Retentionsmittel zu einem großen Teil ins Abwasser gelangen, da sie nur wenig Affinität zur Faser besitzen. Neben einem ökologischen entsteht somit auch ein ökonomischer Schaden, da die meisten Pigmente und Füllmineralien recht teuer sind.
Retentionsmittel laden die Füll- und Farbstoffe derart um, dass eine höhere Affinität zur Faser entsteht und beim Entwässern der Abgang dieser Werkstoffe mit dem Siebwasser verringert wird. Zugleich begünstigen Retentionsmittel im neutralen pH-Bereich die Leimhaftung und die Faserknäuelbildung der Zellstofffasern. Es werden dadurch größere Mengen Fein- und Restfaser zurückgehalten, die insbesondere in der Altpapierverwertung (hoher Anteil mehrfach gekürzter Faser), einen wesentlichen Belastungsfaktor für das Abwasser darstellen (NOX-Wert).
Die Retention gibt den relativen Anteil der auf dem Sieb zurückgehaltenen Faser-, Füll- und Feinstoffe gegenüber einem vollständigen Verbleib dieser Stoffe im Abwasser an. Eine hohe Retention entspricht einem hohen Prozentanteil verbleibender Zusatzstoffe im Papier.